# Veszprém Wildfires 2006
Questa voce raccoglie le informazioni riguardanti i Veszprém Wildfires nelle competizioni ufficiali della stagione 2006.

## Amichevoli
| Pécs 19 novembre 2006 | Pécs Gringos | 6 – 28 | Veszprém Wildfires | PMFC Stadion |

## Blue Bowl 2006

### Stagione regolare
| Veszprém 10 settembre 2006, ore 17:00 2ª giornata | Veszprém Wildfires | 0 – 65 (0-20 0-20 0-16 0-9) | Győr White Sharks | Egyetemi Stadion (500 spett.) |

| Budapest 30 settembre 2006, ore 13:00 5ª giornata | Budapest Cowboys | 88 – 0 | Veszprém Wildfires | Szőnyi úti Stadion (300 spett.) |

## Statistiche di squadra
| Competizione      | %Vittorie | In casa | In casa | In casa | In casa | In casa | In casa | In trasferta | In trasferta | In trasferta | In trasferta | In trasferta | In trasferta | Totale | Totale | Totale | Totale | Totale | Totale |
| Competizione      | %Vittorie | G       | V       | N       | P       | Pf      | Ps      | G            | V            | N            | P            | Pf           | Ps           | G      | V      | N      | P      | Pf     | Ps     |
| ----------------- | --------- | ------- | ------- | ------- | ------- | ------- | ------- | ------------ | ------------ | ------------ | ------------ | ------------ | ------------ | ------ | ------ | ------ | ------ | ------ | ------ |
| Stagione regolare | .000      | 1       | 0       | 0       | 1       | 0       | 65      | 1            | 0            | 0            | 1            | 0            | 88           | 2      | 0      | 0      | 2      | 0      | 153    |
| Amichevoli        | 1.000     | 0       | 0       | 0       | 0       | 0       | 0       | 1            | 1            | 0            | 0            | 28           | 6            | 1      | 1      | 0      | 0      | 28     | 6      |
| Totale            | .333      | 1       | 0       | 0       | 1       | 0       | 65      | 1            | 0            | 0            | 1            | 0            | 88           | 3      | 1      | 0      | 2      | 28     | 159    |